# Třebovle
Třebovle är en ort i Tjeckien.   Den ligger i regionen Mellersta Böhmen, i den centrala delen av landet, 40 km öster om huvudstaden Prag. Třebovle ligger 255 meter över havet och antalet invånare är 394.
Terrängen runt Třebovle är lite kuperad. Runt Třebovle är det ganska tätbefolkat, med 54 invånare per kvadratkilometer. Närmaste större samhälle är Kolín, 17,0 km öster om Třebovle. Trakten runt Třebovle består till största delen av jordbruksmark.